# Lijst van nummer 1-hits in Ierland in 2017
Deze hits stonden in 2017 op nummer 1 in de Ierse Single Top 100, de bekendste hitlijst in Ierland.
| Datum        | Artiest                                  | Titel                    |
| ------------ | ---------------------------------------- | ------------------------ |
| 5 januari    | Clean Bandit, Sean Paul & Anne-Marie     | Rockabye                 |
| 12 januari   | Ed Sheeran                               | Shape of You             |
| 19 januari   | Ed Sheeran                               | Shape of You             |
| 26 januari   | Ed Sheeran                               | Shape of You             |
| 2 februari   | Ed Sheeran                               | Shape of You             |
| 9 februari   | Ed Sheeran                               | Shape of You             |
| 16 februari  | Ed Sheeran                               | Shape of You             |
| 23 februari  | Ed Sheeran                               | Shape of You             |
| 2 maart      | Ed Sheeran                               | Shape of You             |
| 9 maart      | Ed Sheeran                               | Galway Girl              |
| 16 maart     | Ed Sheeran                               | Galway Girl              |
| 23 maart     | Ed Sheeran                               | Shape of You             |
| 30 maart     | Ed Sheeran                               | Shape of You             |
| 6 april      | Ed Sheeran                               | Shape of You             |
| 13 april     | Ed Sheeran                               | Shape of You             |
| 20 april     | Ed Sheeran                               | Shape of You             |
| 27 april     | Ed Sheeran                               | Shape of You             |
| 4 mei        | Luis Fonsi, Daddy Yankee & Justin Bieber | Despacito (Remix)        |
| 11 mei       | Luis Fonsi, Daddy Yankee & Justin Bieber | Despacito (Remix)        |
| 18 mei       | Luis Fonsi, Daddy Yankee & Justin Bieber | Despacito (Remix)        |
| 25 mei       | Luis Fonsi, Daddy Yankee & Justin Bieber | Despacito (Remix)        |
| 1 juni       | Luis Fonsi, Daddy Yankee & Justin Bieber | Despacito (Remix)        |
| 8 juni       | Luis Fonsi, Daddy Yankee & Justin Bieber | Despacito (Remix)        |
| 15 juni      | Luis Fonsi, Daddy Yankee & Justin Bieber | Despacito (Remix)        |
| 22 juni      | Luis Fonsi, Daddy Yankee & Justin Bieber | Despacito (Remix)        |
| 29 juni      | Luis Fonsi, Daddy Yankee & Justin Bieber | Despacito (Remix)        |
| 6 juli       | Luis Fonsi, Daddy Yankee & Justin Bieber | Despacito (Remix)        |
| 13 juli      | Luis Fonsi, Daddy Yankee & Justin Bieber | Despacito (Remix)        |
| 20 juli      | Luis Fonsi, Daddy Yankee & Justin Bieber | Despacito (Remix)        |
| 27 juli      | Luis Fonsi, Daddy Yankee & Justin Bieber | Despacito (Remix)        |
| 3 augustus   | Luis Fonsi, Daddy Yankee & Justin Bieber | Despacito (Remix)        |
| 10 augustus  | Luis Fonsi, Daddy Yankee & Justin Bieber | Despacito (Remix)        |
| 17 augustus  | Dua Lipa                                 | New Rules                |
| 24 augustus  | Dua Lipa                                 | New Rules                |
| 31 augustus  | Taylor Swift                             | Look What You Made Me Do |
| 7 september  | Dua Lipa                                 | New Rules                |
| 14 september | Dua Lipa                                 | New Rules                |
| 21 september | Dua Lipa                                 | New Rules                |
| 28 september | Dua Lipa                                 | New Rules                |
| 5 oktober    | Dua Lipa                                 | New Rules                |
| 12 oktober   | Dua Lipa                                 | New Rules                |
| 19 oktober   | Post Malone & 21 Savage                  | Rockstar                 |
| 26 oktober   | Post Malone & 21 Savage                  | Rockstar                 |
| 2 november   | Camila Cabello & Young Thug              | Havana                   |
| 9 november   | Camila Cabello & Young Thug              | Havana                   |
| 16 november  | Camila Cabello & Young Thug              | Havana                   |
| 23 november  | Camila Cabello & Young Thug              | Havana                   |
| 30 november  | Camila Cabello & Young Thug              | Havana                   |
| 7 december   | Ed Sheeran                               | Perfect                  |
| 14 december  | Ed Sheeran                               | Perfect                  |
| 21 december  | Ed Sheeran                               | Perfect                  |
| 28 december  | Ed Sheeran                               | Perfect                  |